# Once (musical)
Once – musical stworzony w 2011 przez Glena Hansarda i Markétę Irglovą z librettem Endy Walsh. Powstał na podstawie filmu Once z 2007, którego autorem scenariusza i reżyserem był John Carney. Fabuła musicalu dotyczy relacji Faceta, utalentowanego irlandzkiego muzyka, z nowopoznaną Dziewczyną, czeską imigrantką. Oboje zmagają się z samotnością i trudnymi decyzjami. Łączy ich miłość do muzyki. Reszta występujących bohaterów pełni funkcję orkiestry.
Spektakl był wielokrotnie nagradzany m.in. ośmioma statuetkami amerykańskich nagród teatralnych Tony Awards, zaś jedna z piosenek z filmu – „Falling Slowly” (pol. „Krok za krokiem”) została wcześniej nagrodzona Oscarem dla najlepszej piosenki oryginalnej w 2008 roku.
Polska prapremiera musicalu miała miejsce 12 maja 2018 roku na Novej Scenie Teatru Muzycznego „Roma”.

## Historia

### Przed premierą

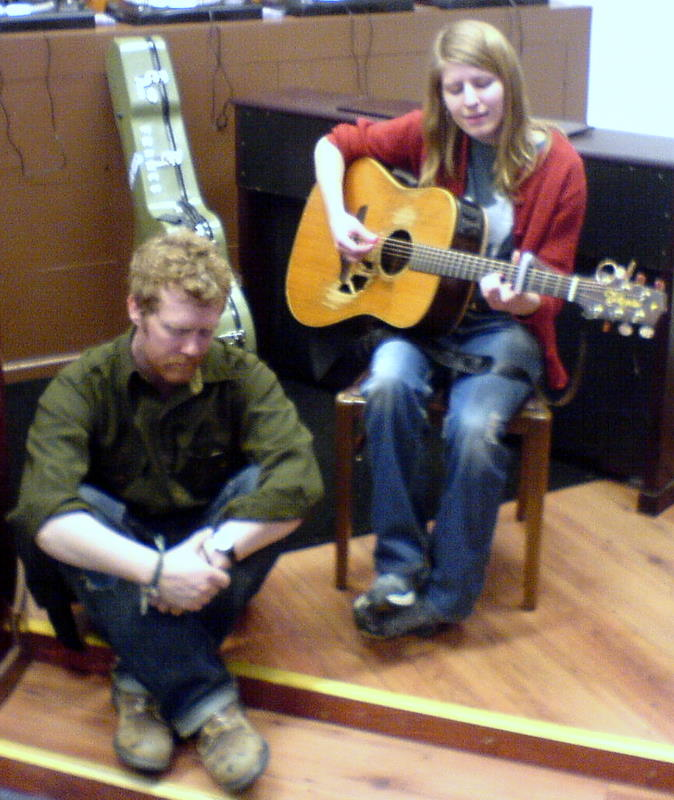
Glen Hansard i Markéta Irglová (2006)

W 2006 roku dwoje muzyków i kompozytorów wchodzących w skład duetu muzycznego The Swell Season, 18-letnia Czeszka Markéta Irglová i dwa razy starszy Irlandczyk Glen Hansard, skomponowali wspólnie muzykę do filmu Once, w którym następnie wystąpili w głównych rolach. Sam film z 2007 roku, w reżyserii Johna Carneya, był niskobudżetowy (kosztował ok. 100-150 tys. funtów) i został nagrany w zaledwie 17 dni, ale odniósł sukces zarabiając ponad 13 milionów funtów. Pomimo tego niespodzianką dla twórców był jeszcze większy sukces jego ścieżki dźwiękowej, przede wszystkim piosenki „Falling Slowly”, która została nagrodzona Oscarem w kategorii „Najlepsza Piosenka Oryginalna” w 2008 roku.
Decyzja o stworzeniu musicalu na podstawie filmu została ogłoszona w 2008 roku i pierwotnym planem była prapremiera spektaklu na Broadwayu w sezonie 2010/2011. W skład jego producentów wchodzili John N. Hart. Jr, Jeff Sine i Fred Zollo.
Fabuła musicalu Once została zaczerpnięta z filmu o tym samym tytule. Scenariusz filmu powstał na podstawie krótkiego, jednostronicowego zarysu historii, reżyser John Carney rozpoczął przygotowania do pracy nad filmem. W celu skomponowania muzyki zwrócił się do swojego przyjaciela z zespołu The Frames, Glena Hansarda. Ten wyraził zainteresowanie i od razu przedstawił mu swoją przyjaciółkę, pianistkę Markétę Irglovą, którą poznał podczas trasy koncertowej w Czechach. Para spotykała się cyklicznie, a następnie zaczęła wspólnie koncertować i tworzyć muzykę. Ponadto w późniejszym czasie w życiu prywatnym przez krótki czas mieli romans. Ich zażyłość sceniczna zainteresowała Carneya, który odwiedził Hansarda i Irglovą podczas jednego z przyjęć, które wspólnie wyprawiali w domu Hansarda. Podczas spotkania zaproponował kobiecie, aby zagrała na pianinie, uznając to za szybkie przesłuchanie do roli głównej bohaterki filmu. Następnie reżyser wziął udział w koncercie pary i widząc ich chemię na scenie uznał, że Hansard i Irglová powinni wspólnie skomponować muzykę oraz zagrać główne role w filmie pomimo ich braku lub znikomego doświadczenia aktorskiego.
Libretto musicalu przygotowała Irlandka Edna Walsh, zaś Irglová i Hansard nie byli zbytnio zaangażowani w przekład wersji filmowej Once na wersję musicalową, chociaż Hansard udzielał wskazówek dotyczących występu głównego bohatera spektaklu. Irglová nie była miłośniczką Broadwayu, ale przyznała, że była usatysfakcjonowana stworzoną wersją teatralną uznając ją za „wiarygodną”.

### Premiery

#### Off-Broadway (2011–2012)
Pierwsze prace nad musicalem zwieńczone były przedpremierowymi pokazami w American Repertory Theater w Cambridge, Massachusetts w kwietniu 2011 roku, zaś prapremierę spektaklu planowano na Broadwayu. Plany zostały zmienione, gdy producent John Hart ogłosił, że pierwsze przedstawienie nowego musicalu odbędzie się w listopadzie 2011 roku w New York Theatre Workshop na Off-Broadwayu, aby sprawdzić reakcję widzów i krytyków na dotychczas przygotowany spektakl. Pierwsze pokazy przedpremierowe rozpoczęły się 15 listopada i trwały do premiery, która miała miejsce 6 grudnia 2011 roku. W rolach głównych Faceta i Dziewczyny zadebiutowali Steve Kazee i Cristin Milioti. Pełna obsada premierowa została ogłoszona we wrześniu, na dwa miesiące przed pokazami przedpremierowymi. W skład zespołu artystycznego wchodzili laureaci nagród Tony, m.in. scenograf i kostiumograf, Bob Crowley oraz oświetleniowiec, Natasha Katz.

#### Broadway (2012–2015)
28 lutego 2012 roku rozpoczęto pokazy przedpremierowe spektaklu w Bernard B. Jacobs Theatre na Broadwayu. W rolach głównych występowali Kazee i Milioti, którzy byli pierwszymi odtwórcami ról Faceta i Dziewczyny. Premiera spektaklu miała miejsce 18 marca 2012 roku. Spektakl różnił się od innych broadwayowskich produkcji spokojnym i oryginalnym przekazaniem historii, co twórcy uważali za jego wyjątkowość. Musical został dobrze przyjęty przez widzów. Szczególną uwagę zwracał sposób udźwiękowienia i instrumentacji przedstawienia przez Martina Lowe. Oprócz dwóch instrumentów, które występują w oryginalnym filmie – gitary i pianina, w wersji musicalowej artyści korzystali z instrumentów takich jak mandolina, melodica, cajon, banjo, ukulele, harmonijka ustna, akordeon, bas, perkusja i inne. 
Once został doceniony przez środowisko artystyczne, zdobywając liczne nominacje i nagrody. W 2012 roku po otrzymaniu jedenastu nominacji do nagród Tony otrzymał aż osiem nagród, m.in. za najlepszy musical i najlepszy scenariusz musicalu, zaś Steve Kazee za rolę Faceta został uznany najlepszym aktorem w musicalu. W tym samym roku musical odniósł sukces podczas rozdania nagród Drama Desk Award. Na sześć nominacji zdobył cztery nagrody, w tym powtórnie w kategorii „najlepszy musical” oraz za najlepszą reżyserię (John Tiffany), najlepsze teksty piosenek (Glen Hansard, Markéta Irglová) i najlepszą instrumentację (Martin Lowe). 
Pierwsza obsada na czele z Kazee i Milioti nagrała ścieżkę dźwiękową musicalu wydaną 13 marca 2012 roku przez Masterworks Broadway. W 2013 roku ścieżka dźwiękowa o nazwie Once: A New Musical (Original Broadway Cast Recording) zdobyła nagrodę Grammy w kategorii „najlepszy album musicalowy”.
Ostatni spektakl Once na deskach Broadwayu miał miejsce 4 stycznia 2015 roku po 22 pokazach przedpremierowych oraz 1167 występach regularnych. W finałowych pokazach w rolę Faceta wcielał się Paul Alexander Nolan, zaś w rolę Dziewczyny Jessie Fisher. 

## Streszczenie fabuły

### Akt I
Trzydziestokilkuletni Facet, artysta uliczny, śpiewa i gra na gitarze w dublińskim barze („Leave”). Odkłada instrument z zamiarem opuszczenia lokalu bez niego, kiedy zatrzymuje go Dziewczyna z czeskim akcentem. Zaczyna wypytywać mężczyznę, zadając kolejne osobiste pytania o jego muzykę. W trakcie rozmowy wychodzi na jaw, że śpiewa on o swojej miłości do Byłej, która opuściła go, wyjeżdżając do Nowego Jorku. Mężczyzna ma zamiar porzucić muzykę, żeby zapomnieć i odciąć się od przeszłości. Okazuje się również, że Facet pracuje w warsztacie swojego ojca jako serwisant odkurzaczy, a Dziewczyna ma zepsuty odkurzacz. Kobieta jest pianistką i oferuje mężczyźnie muzykę, w zamian za naprawę urządzenia. Z kieszeni jego kurtki wyciąga nuty i zaczyna grać na pianinie („Falling Slowly”). Początkowo niechętny, Facet dołącza na gitarze. Kiedy muzyka cichnie, Dziewczyna sugeruje, że powinien zagrać tę piosenkę swojej Byłej, a na pewno ją odzyska. Mężczyzna ignoruje poradę i oboje udają się do warsztatu jego ojca.
W warsztacie, podczas gdy Facet reperuje odkurzacz, kobieta zapoznaje się z jego ojcem. Po skończeniu naprawy mężczyzna spontanicznie zaprasza Dziewczynę do swojego pokoju i próbuje ją tam pocałować. Ta odrzuca zaloty i wychodzi. Następnego dnia Facet przeprasza ją za swoje zachowanie. Zaczynają wspólne próby muzyczne i coraz bardziej się poznają. Dziewczyna zabiera go do swojego domu i przedstawia córce Ivonce i całej rodzinie („Ej, Pada, Pada, Rosicka”). Po wyjściu Faceta kobieta słucha jednej z jego piosenek i myśląc o nim, układa do niej tekst („If You Want Me”).
Rankiem, Dziewczyna odwiedza Faceta i zabiera go na spotkanie z bankierem, które zaaranżowała, żeby uzyskać pożyczkę na rozwinięcie kariery muzycznej mężczyzny w Nowym Jorku. Facet wykonuje dla bankiera utwór i wprawia go w zachwyt („Say It to Me Now”). Okazuje się, że bankier również gra na gitarze; prosi o dołączenie do zespołu i gra dla nich swoją piosenkę („Abandoned in Bandon”). Mimo że nie jest zbyt dobrym wokalistą, dwójka zgadza się przyjąć go w szeregi. Kolejnego wieczoru idą wspólnie do baru, gdzie Dziewczyna ukradkiem zapisuje Faceta do występu, aby przełamać jego tremę. Podczas wystąpienia okazuje się, że tym razem nie śpiewa on o Byłej, ale o Dziewczynie.

### Akt II
Podczas próby zespołu dochodzi do kłótni („Gold”). Dziewczyna i Facet oddalają się na pobliskie wzgórze z widokiem na miasto, gdzie zbliżają się do siebie. Przed odejściem, kobieta wyznaje mężczyźnie miłość w języku czeskim, ale poproszona nie przyznaje się, co powiedziała. Facet zastanawia się, jak będzie wyglądało jego życie bez Dziewczyny i zaczyna grać („Sleeping”).
Następnego dnia w studio trwają nagrania demo Faceta i jego zespołu („Gold”). Po otrzymaniu pochwały od szefa wytwórni trwa przerwa, podczas której Dziewczyna zaczyna grać na pianinie, myśląc, że jest w nim sama („The Hill”). W piosence własnej kompozycji śpiewa o swoich nienazwanych uczuciach do Faceta. Ten słucha wyznania nieświadomej jego obecności Dziewczyny. Mężczyzna chwali piosenkę i proponuje, żeby razem z rodziną kobiety wyjechali do Nowego Jorku. Wyznaje, że muzykę, którą początkowo tworzył dla Byłej, wykonuje teraz myśląc wyłącznie o Dziewczynie. Po momencie ciszy Dziewczyna przyznaje się, że ojciec Ivonki, a zarazem jej mąż chce wrócić do nich, aby spróbować ratować ich rodzinę. Kolejnego dnia cały zespół wspólnie świętuje sukces demo na wzgórzu z widokiem na miasto („Gold (A Cappella)”). Kiedy zostają sami, Facet pyta, czy mogą wspólnie spędzić jego ostatnią noc w Dublinie, ale Dziewczyna uznaje to za zły pomysł.
Po powrocie do domu Facet gra jedną ze swoich piosenek Ojcu. Ten, pod wrażeniem i poruszony, daje mu pieniądze na nowy start w Nowym Jorku. Przed wylotem Facet dzwoni do uszczęśliwionej jego powrotem Byłej. Kilka dni później Dziewczyna zastaje w domu pianino ozdobione czerwoną kokardą – prezent od Faceta. Siada przy nim i zaczyna grać, kiedy równocześnie tę samą piosenkę wykonuje Facet w swoim nowym mieszkaniu („Falling Slowly (Reprise)”).

## Główne postacie
| Postać     | Płeć | Rola            | Charakterystyka                                                                                            | Głos        | Obsada premierowa Broadway  |   |                 | |         |             |
| ---------- | ---- | --------------- | --- | ----------- | --------------------------- | - | --------------- | --------------------------------------------------------------------------------------------------- | ------- | ----------- |
| Postać     | Płeć | Rola            | Charakterystyka                                                                                            | Głos        | Facet                       | M | pierwszoplanowa | Irlandczyk, serwisant odkurzaczy i utalentowany muzyk, który nie ma odwagi na zmiany w swoim życiu. | baryton | Steve Kazee |
| Dziewczyna | K    | pierwszoplanowa | Czeska imigrantka, młoda samotna matka próbująca poukładać swoje życie, kocha muzykę i grę na fortepianie. | mezzosopran | Cristin Milioti             |   |                 | |         |             |
| Reza       | K    | drugoplanowa    | Przyjaciółka i współlokatorka Dziewczyny, czeska imigrantka, skrzypaczka.                                  | sopran      | Elizabeth A. Davis          |   |                 | |         |             |
| Billy      | M    | drugoplanowa    | Właściciel sklepu muzycznego w którym Dziewczyna gra na fortepianie.                                       | baryton     | Paul Whitty                 |   |                 | |         |             |
| Baruska    | K    | drugoplanowa    | Czeska imigrantka, matka Dziewczyny.                                                                       | alt         | Anne L. Nathan              |   |                 | |         |             |
| Bankowiec  | M    | drugoplanowa    | Pracownik banku kochający muzykę.                                                                          | tenor       | Andy Taylor                 |   |                 | |         |             |
| Tata (Da)  | M    | drugoplanowa    | Ojciec Faceta, właściciel serwisu odkurzaczy w którym pracuje z synem.                                     | baryton     | David Patrick Kelly         |   |                 | |         |             |
| Eamon      | M    | trzecioplanowa  | Menadżer studia nagraniowego pochodzenia hiszpańskiego.                                                    | baryton     | David Abeles                |   |                 | |         |             |
| Andrej     | M    | trzecioplanowa  | Współlokator Dziewczyny, czeski imigrant, pracownik restauracji fast food.                                 | baryton     | Will Connolly               |   |                 | |         |             |
| Svec       | M    | trzecioplanowa  | Współlokator Dziewczyny, czeski imigrant, perkusista kochający telewizję i kawę.                           | baryton     | Lucas Papaelias             |   |                 | |         |             |
| MC (Emcee) | M    | trzecioplanowa  | Współlokator Dziewczyny, czeski imigrant, bystry.                                                          | baryton     | J. Michael Zygo             |   |                 | |         |             |
| Ivonka     | K    | trzecioplanowa  | Córka Dziewczyny.                                                                                          | mezzosopran | Ripley Sobo, McKayla Twiggs |   |                 | |         |             |
| Była       | K    | trzecioplanowa  | Była dziewczyna Faceta, która wyjechała do Nowego Jorku.                                                   | mezzosopran | Erikka Walsh                |   |                 | |         |             |

## Lista utworów
Utwory w wersji angielskiej
| Akt I 1. „Leave” – Facet 2. „Falling Slowly” – Facet i Dziewczyna 3. „The North Strand” – wszyscy 4. „The Moon” – Andrej 5. „Ej, Pada, Pada, Rosicka” – wszyscy 6. „If You Want Me” – Dziewczyna, Facet i reszta 7. „Broken Hearted Hoover Fixer Sucker Guy” – Facet 8. „Say It to Me Now” – Facet 9. „Abandoned in Bandon” – Bankowiec 10. „Gold” – Facet i reszta | Akt II 1. „Sleeping” – Facet 2. „When Your Mind's Made Up” – Dziewczyna, Facet i reszta 3. „The Hill” – Dziewczyna 4. „Gold (A cappella)” – wszyscy 5. „It Cannot Be About That” – wszyscy 6. „The Moon” – wszyscy 7. „Falling Slowly (Reprise)” – Dziewczyna, Facet i reszta |

## Produkcje na świecie

### Produkcja polska
Polska prapremiera Once odbyła się 12 maja 2018 roku na deskach Novej Sceny Teatru Muzycznego „Roma” w Warszawie. W pierwszą rocznicę prapremiery musicalu gościem specjalnym przedstawienia był współtwórca muzyki i tekstów oraz odtwórca roli Faceta w filmie Once, Glen Hansard, który stwierdził, że „Wasze [przyp. polskie] wykonanie piosenki „Gold” w wersji a cappella to najlepsze wykonanie, jakie do tej pory słyszałem”. 11 lutego 2023 roku miał miejsce 200. spektakl.
Liberetto i teksty piosenek zostały przetłumaczone na język polski przez Michała Wojnarowskiego. W przedstawieniu wykorzystano oryginalną ścieżkę dźwiękową oraz irlandzkie melodie ludowe. Cała obsada gra na instrumentach m.in. pianinie, gitarach, skrzypcach, akordeonie, przez co w spektaklu biorą udział multiinstrumentaliści pełniący funkcję orkiestry. Większość obsady przebywa na scenie przez cały czas tworząc tło do rozgrywających się wydarzeń
W obsadzie musicalu Once w Teatrze Muzycznym „Roma” występowali:
- Facet – Paweł Mielewczyk, Mariusz Totoszko, a wcześniej: Adam Krylik[26]
- Dziewczyna – Anastazja Simińska, Marta Wągrocka, Natalia Krakowiak, a wcześniej: Monika Rygasiewicz
- Reza – Aleksandra Świdzińska, Marta Zalewska, Oliwia Skrzypczyk
- Billy – Wojciech Dmochowski, Karol Dziuba, Przemysław Redkowski, a wcześniej: Wojciech Czerwiński
- Baruska – Martyna Chojnacka, Malwina Misiak
- Bankowiec – Artur Gierczak, Bartosz Szpak
- Tata – Jacek Wąsowski, Wojciech Zalewski
- Eamon – Daniel Zakościelny, Bartosz Szpak, Paweł Izdebski
- Andrej – Kamil Owczarek, Patryk Rogoziński
- Svec – Michał Chwała, Daniel Zakościelny
- MC – Daniel Zakościelny, Marcin Murawski, Wojciech Pulcyn
- Ivonka – Helena Chrzanowska, Maria Redkowska, Marta Perzyna, a wcześniej[22]: Pola Giejbatow, Julia Podgórska, Maria Janiszewska
- Była – Aleksandra Świdzińska, Oliwia Skrzypczyk, Kamila Szalińska-Bałwas, Angela Gołaszewska-Dziołak

### Inne wybrane produkcje
Musical był wystawiany w wielu państwach. W Stanach Zjednoczonych spektakl można było oglądać również poza Broadwayem, w ramach trzech tras po kraju, które cyklicznie miały miejsce w latach 2013–2019. Ostatni spektakl w ramach amerykańskiej trasy miał miejsce 23 grudnia 2019 roku.

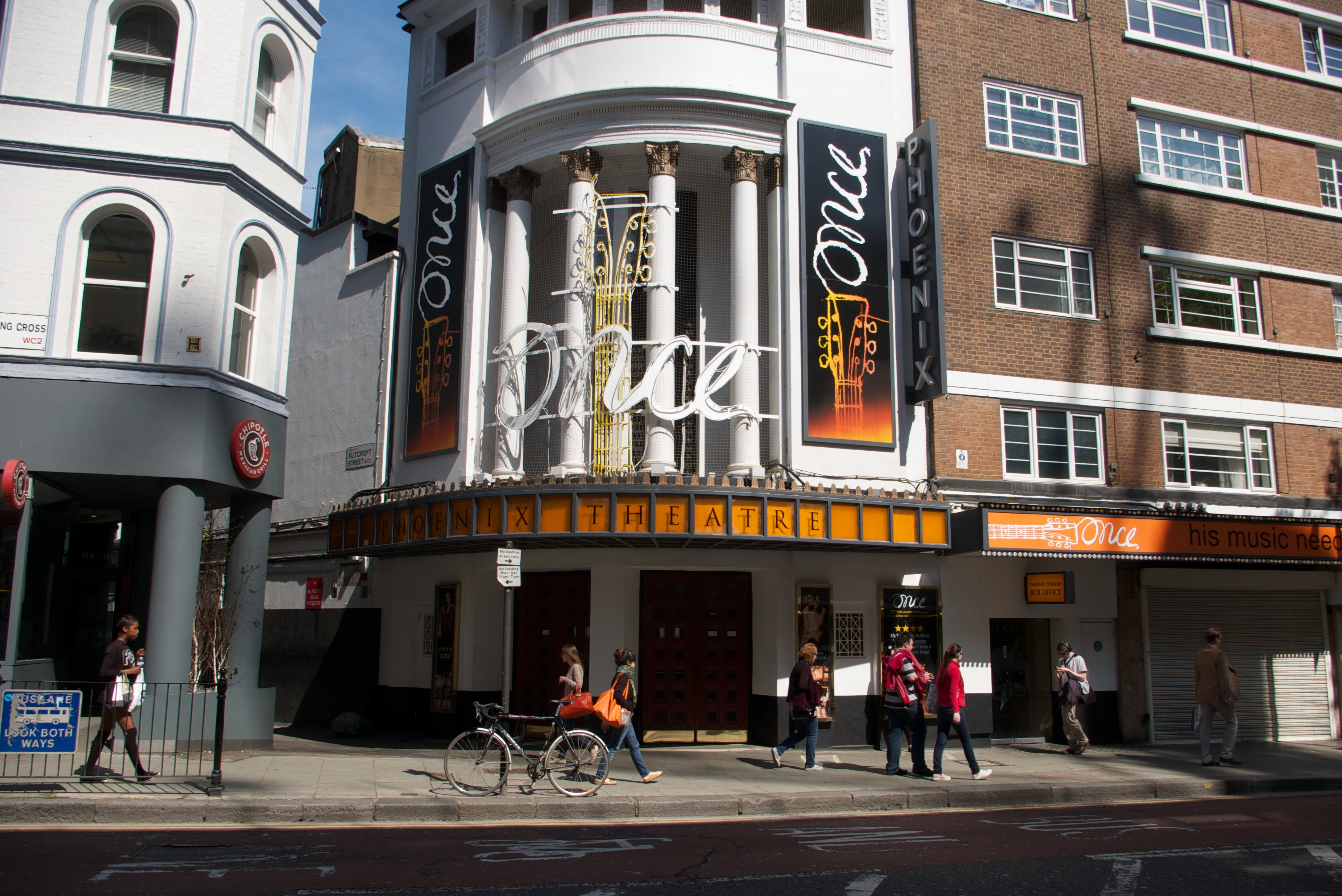
Reklama musicalu w Phoenix Theatre na West Endzie

| Państwo         | Miasto            | Teatr                     | Premiera            | Premierowi wykonawcy roli: Faceta i Dziewczyny |
| --------------- | ----------------- | ------------------------- | ------------------- | ---------------------------------------------- |
| Argentyna       | Buenos Aires      | Metropolitan Sura Theatre | 12 kwietnia 2019    | Eliseo Barrionuevo, Paula Reca                 |
| Australia       | Melbourne         | Princess Theatre          | 4 października 2014 | Tom Parsons, Madeleine Jones                   |
| Brazylia        | São Paulo         | Teatro Villa Lobos        | 17 marca 2023       | Lucas Lima, Bruna Guerin                       |
| Irlandia        | Dublin            | Dublin's Gaiety Theatre   | 22 lutego 2013      | Declan Bennett, Zrinka Cvitešić                |
| Kanada          | Toronto           | Ed Mirvish Theatre        | 10 lutego 2015      | Ian Lake, Trish Lindstrom                      |
| Polska          | Warszawa          | Teatr Muzyczny „Roma”     | 12 maja 2018        | Adam Krylik, Marta Wągrocka                    |
| Wielka Brytania | Londyn (West End) | Phoenix Theatre           | 9 kwietnia 2013     | Declan Bennett, Zrinka Cvitešić                |
| Włochy          | Mediolan          | San Babila Theater        | listopad 2022       | Luca Gaudiano, Jessica Lorusso                 |

## Wybrane nagrody i nominacje

### Oryginalna produkcja na Broadwayu
| Rok  | Nagroda          | Kategoria                                 | Nominowany                                                                                              | Wynik     |
| ---- | ---------------- | ----------------------------------------- | --- | --------- |
| 2012 | Tony Award       | Najlepszy musical                         | Najlepszy musical                                                                                       | Wygrana   |
| 2012 | Tony Award       | Najlepszy scenariusz w musicalu           | Enda Walsh                                                                                              | Wygrana   |
| 2012 | Tony Award       | Najlepszy aktor w musicalu                | Steve Knazee                                                                                            | Wygrana   |
| 2012 | Tony Award       | Najlepsza aktorka w musicalu              | Cristin Milioti                                                                                         | Nominacja |
| 2012 | Tony Award       | Najlepsza aktorka drugoplanowa w musicalu | Elizabeth A. Davis                                                                                      | Nominacja |
| 2012 | Tony Award       | Najlepsza reżyseria w musicalu            | John Tiffany                                                                                            | Wygrana   |
| 2012 | Tony Award       | Najlepsza choreografia                    | Steven Hoggett                                                                                          | Nominacja |
| 2012 | Tony Award       | Najlepsza instrumentacja                  | Martin Lowe                                                                                             | Wygrana   |
| 2012 | Tony Award       | Najlepsza scenografia w musicalu          | Bob Crowley                                                                                             | Wygrana   |
| 2012 | Tony Award       | Najlepsze oświetlenie w musicalu          | Natasha Katz                                                                                            | Wygrana   |
| 2012 | Tony Award       | Najlepsze udźwiękowienie                  | Clive Goodwin                                                                                           | Wygrana   |
| 2012 | Drama Desk Award | Najlepszy musical                         | Najlepszy musical                                                                                       | Wygrana   |
| 2012 | Drama Desk Award | Najlepsza reżyseria w musicalu            | John Tiffany                                                                                            | Wygrana   |
| 2012 | Drama Desk Award | Najlepsza muzyka                          | Glen Hansard, Markéta Irglová                                                                           | Nominacja |
| 2012 | Drama Desk Award | Najlepsze teksty piosenek                 | Glen Hansard, Markéta Irglová                                                                           | Wygrana   |
| 2012 | Drama Desk Award | Najlepsze udźwiękowienie                  | Clive Goodwin                                                                                           | Nominacja |
| 2012 | Drama Desk Award | Najlepsza instrumentacja                  | Martin Lowe                                                                                             | Wygrana   |
| 2013 | Grammy Awards    | Najlepszy album musicalowy                | Once: A New Musical (Original Broadway Cast Recording) w głównych rolach: Steve Kazee i Cristin Milioti | Wygrana   |

### Oryginalna produkcja na West Endzie
| Rok  | Nagroda                | Kategoria                      | Nominowany                                 | Wynik     |
| ---- | ---------------------- | ------------------------------ | ------------------------------------------ | --------- |
| 2014 | Laurence Olivier Award | Najlepszy nowy musical         | Najlepszy nowy musical                     | Nominacja |
| 2014 | Laurence Olivier Award | Najlepsza aktorka w musicalu   | Zrinka Cvitešić                            | Wygrana   |
| 2014 | Laurence Olivier Award | Najlepsza scenografia          | Bob Crowley                                | Nominacja |
| 2014 | Laurence Olivier Award | Najlepszy choreograf teatralny | Steven Hoggett                             | Nominacja |
| 2014 | Laurence Olivier Award | Najlepsze udźwiękowienie       | Clive Goodwin                              | Nominacja |
| 2014 | Laurence Olivier Award | Najlepsze osiągnięcie w muzyce | Martin Lowe, Glen Hansard, Markéta Irglová | Wygrana   |